# 충전소
- 좌측 상단: 충전 중인 테슬라 로드스터 (2008)
- 우측 상단: 지불한 만큼 충전 할 수 있는 충전소에서 충전 중인 브라모 임펄스
- 좌측 하단: NRG 에너지 eVgo 스테이션에서 충전 중인 닛산 리프
- 우측 하단: 공공 충전소에서 충전 중인 토요타 프리우스

충전소(영어: charging station) 또는 전기차량 충전소는 플러그인 전기차량 (전기 자동차, 전기 트럭, 전기버스, 저속 전기차 그리고 플러그인 하이브리드)에 전력을 공급하기 위하여 고정형 충전기가 있는 장소다. 충전소 천장에 매달아서 늘어뜨리거나 고정할 수 있는 덮개있는 캐노피가 설치되어 있는 충전소가 있다.

## 같이 보기
- 전기차 배터리
- 충전기
- 태양광 자동차